# Casa da Ipiranga

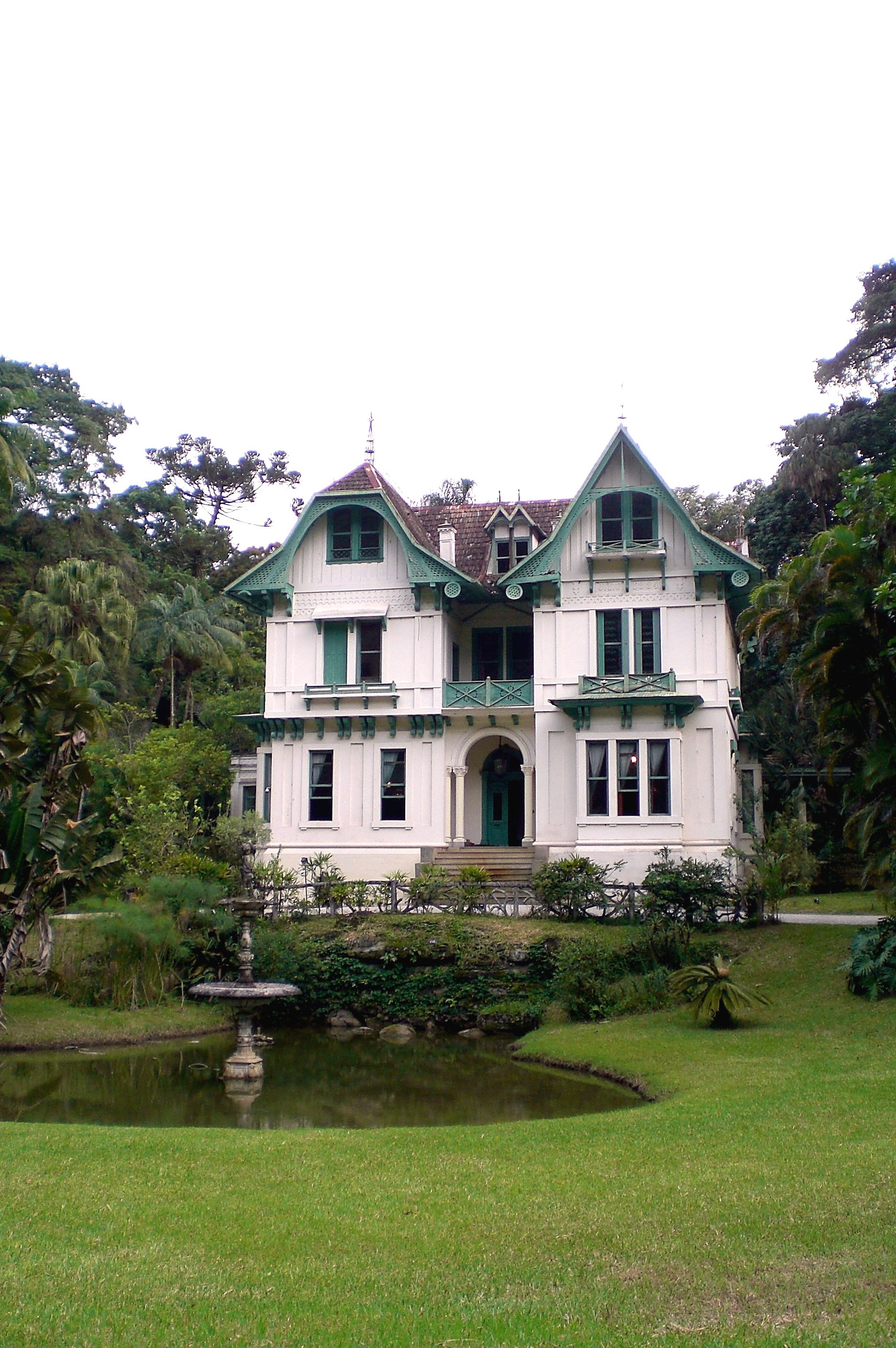
Casa da Ipiranga.

A Casa da Ipiranga também conhecida como Casa dos Sete Erros ou ainda Mansão de Tavares Guerra e Casa Petrópolis, localiza-se na cidade de Petrópolis, no Estado do Rio de Janeiro, no Brasil. Atração turística da cidade, o seu apelido decorre de pequenas diferenças entre os telhados e as janelas dos lados esquerdo e direito do seu alçado principal (fachada). Desde 2006 está aberta às visitas do público.
Erguida em 1884, a casa foi a residência da família do financista José Tavares Guerra, construtor do imóvel, e ainda pertence à família. Tavares Guerra também idealizou o projeto da casa, construída pelo engenheiro alemão Karl Spangenberger. Nas obras foi utilizada mão-de-obra de imigrantes alemães em lugar da escrava.
A casa mantém suas características originais, com alguns espaços requalificados, como por exemplo a cocheira, que, transformada em bistrô, conserva as divisórias do estábulo e até mesmo os cochos com alfafa para os animais. A sala de jantar, toda revestida em madeira de jacarandá, é utilizada para concertos e tem como melhor definição a do compositor maranhense César Nascimento: "É um grande violão". Foi ainda a primeira residência em Petrópolis a empregar luz elétrica, em 1896.

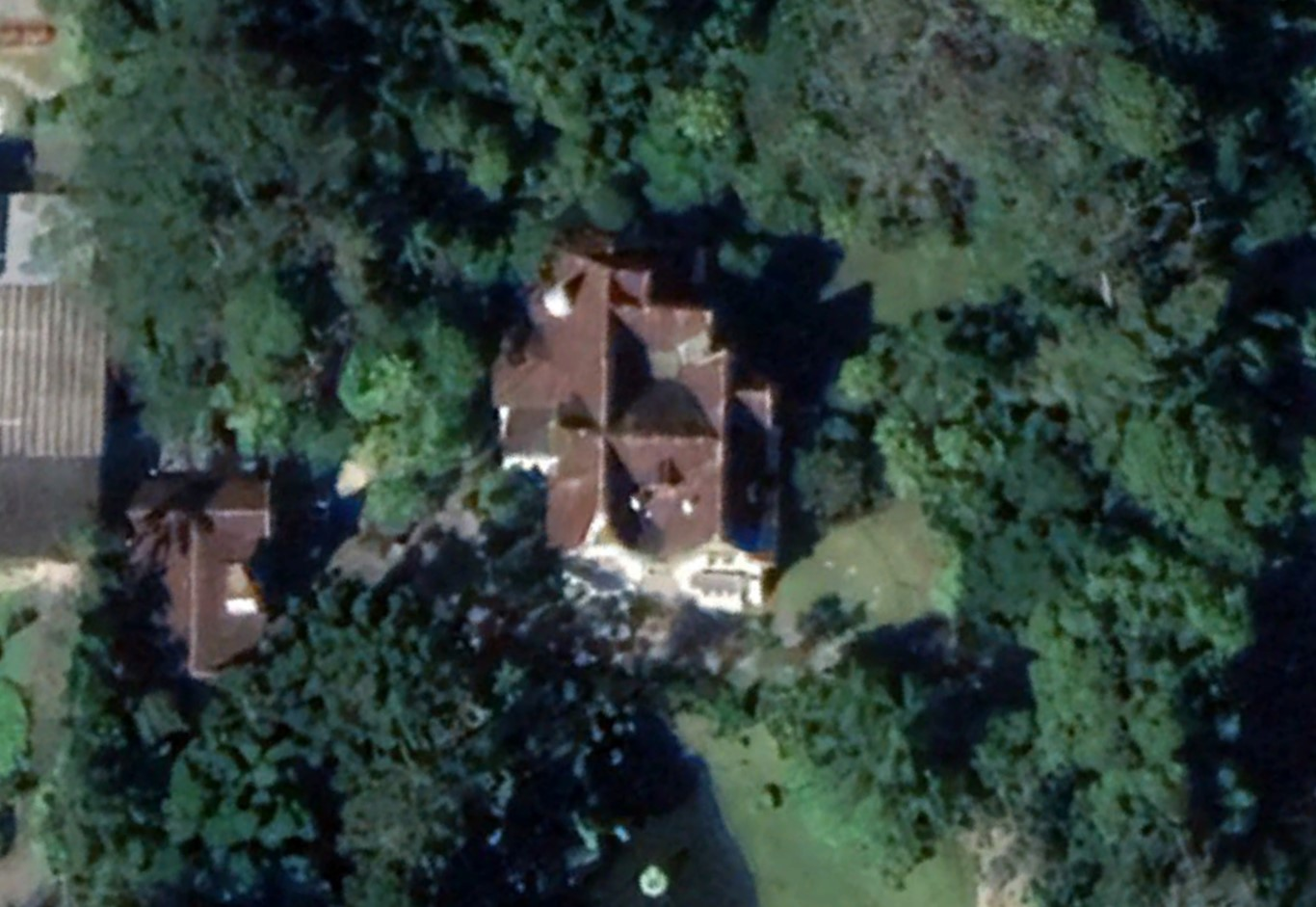
Casa da Ipiranga vista por satélite (2018)

Outros detalhes dignos de interesse na casa:
- cerca de duzentos painéis distribuem-se por toda a casa, pintados ao longo de dez anos pelo pintor austríaco Carl Schäffer;
- o lustre, da fundição francesa barbedienne, o mesmo usado no Palácio de Versalhes, na França, é em bronze, banhado à ouro;
- na antiga sala de música, as pinturas no teto recordam as viagens feitas por Tavares Guerra aos Alpes Suíços, África, Bagdá, Egito, Índia e Palestina. Suas paredes são todas revestidas por papel de ouro.
- o espelho das portas, utilizado no século XIX como proteção para evitar que mãos sujas danificassem a pintura e a madeira, foram colocados em alguns quartos do segundo andar, também na parte de baixo da maçaneta, por causa das crianças.
- O jardim é projeto do paisagista e botânico francês Auguste François Marie Glaziou, o mesmo projetista dos jardins da Quinta da Boa Vista, sendo o único no Brasil que ainda conserva traçado original desse paisagista.